# Troppo tardi t'ho conosciuta
Troppo tardi t'ho conosciuta è un film commedia del 1939 diretto da Emanuele Caracciolo. Unico film da lui diretto; morì alle Fosse Ardeatine ucciso dai nazisti.
Venne girato a Torino presso gli studi FERT, prodotto dalla Anonima Cinematografica Impero di Milano e presentato per la prima volta al pubblico l'11 novembre 1940.
La pellicola è stata a lungo ritenuta dispersa, fino a quando nel 2004 è stata ritrovata in ottime condizioni di conservazione, dal figlio del produttore nella cantina di un cinema di Cuneo; restaurata, è stata presentata al Festival del Cinema Ritrovato, e attualmente ne esistono due copie del film, una è in possesso del Museo Nazionale del Cinema di Torino .
La trama è tratta dalla commedia Il Divo di Nino Martoglio. Il titolo è tratto da un verso del finale della Norma.
Tra gli attori è rilevante la presenza del tenore Franco Lo Giudice, della giovane esordiente Barbara Nardi, definita "le più belle gambe degli anni trenta" e famosa al tempo per essere stata eletta la Signorina Grandi Firme (1938) e del giovanissimo Dino De Laurentiis, proprio all'inizio della sua carriera cinematografica.

## Critica
Francesco Callari in Film del 19 settembre 1942: "Sono stati proiettati un po' alla macchia, in locali di seconda visione: Troppo tardi t'ho conosciuta, diretto da Emanuele Caracciolo e il Ladro, ideato e diretto da Anton Germano Rossi. Sia l'uno che l'altro hanno intenzioni umoristiche e vogliono sfiorare anche il grottesco, ma l'umorismo ed il grottesco spesso non riescono a concretarsi convenientemente. Per esempio, nel film di Caracciolo la scena della rappresentazione lirica con Guerzoni nella buca del suggeritore piena di volatili d'ogni specie, doveva dar luogo ad un finale a ventaglio di quei volatili sulla faccia dei cantanti, mentre in platea scoppiava la gazzarra dei disturbatori e così non è stato. Peccato per gli interpreti Barbara Nardi era alla sua prima prova e mostra di possedere buone doti di fotogenia. Non si può dire altro di lei..."